# أفول الغرب (كتاب)

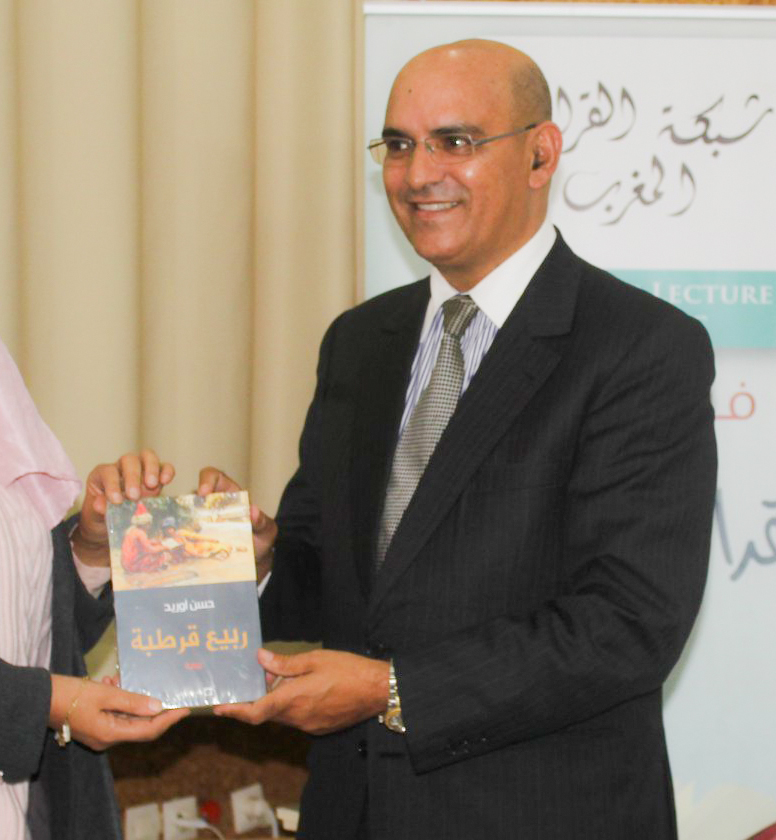
حسن أوريدمؤلف كتاب أفول الغرب

أفول الغرب  هو كتاب للمفكر؛ الأديب حسن أوريد صدر في عام 2018 عن المركز الثقافي العربي بالدار البيضاء المغرب؛ يقع الكتاب في 208 صفحة من القطع المتوسط .

## أهمية؛ شهرة الكتاب
اشْتُهِر الكتاب أكثر لما أثار حالة من الجدل بسبب صورة تم تداولها لشيخ الأزهر الدكتور أحمد الطيب لدى عودته من رحلة علاجية في ألمانيا, ، وظهر بجانبه غلاف لكتاب "أفول الغرب",، حيث «زادت مبيعات الكتاب»، وسط حوار مفتوح تراوح بين الإعجاب به، وبين رفضه ، الكتاب هو جملة من التأملات النقدية التي رصدها الكاتب في واقع الأزمة التي يعيشها الغرب حاليا، انعكاساتها على راهن ومستقبل العالم العربي.

## محتويات الكتاب
يضم الكتاب توطئة؛ تسعة فصول؛ هي:
- توطئة
- الفصل الأول: باسم الاقتصاد
- الفصل الثاني: نهاية نهاية التاريخ
- الفصل الثالث: العلم والعلموية
- الفصل الرابع: هل حررت الثورة الجنسية الإنسان؟
- الفصل الخامس: الصورة الحاجبة
- الفصل السادس: الديمقراطية بين المال والإعلام.
- الفصل السابع: التكنوقراطي سادن الحداثة
- الفصل الثامن: العيش المشترك على المحك
- الفصل التاسع: العالم العربي أو الصورة المنكسرة للغرب[1]

## ملخص الكتاب
يتحدث الكتاب عن مراحل هيمنة الغرب على العالم؛ كيفية وقوع أغلب الدول تحت سيطرته خصوصا بعد انهيار الاتحاد السوفياتي؛ سقوط جدار برلين ، حيث أضحت الليبرالية الجديدة هي السائدة ، وهيمنت الرأسمالية الأمريكية؛ اقتصاد السوق عبر الاذرع المالية لها خاصة صندوق النقد الدولي؛ البنك الدولي على اقتصاديات أغلب الدول في العالم ؛ تم تقويض حمائية الدول؛ تقليص تدخلها، فضحّت بالاستثمار في القطاعات الاجتماعية، وتخلت عن الكثير من سيادتها، فكانت وصفات هذه المؤسسات؛ إملاءاتها كارثة على دول العالم الثالث خاصة .
و شكلت أزمة 2008؛ انعكاساتها الكارثية على العديد من الدول نهاية لما سُمي بالعولمة السعيدة،,، وأرجع بعض الباحثين سببها الى تحكم الآلة المالية؛ تغليب الربح على الانسان كما قال المفكرنعوم تشومسكي.
و يشدد الكاتب على أن لهذا البعد الاقتصادي للغرب بعد فلسفي تلخصه القاعدة الشهيرة "دعه يفعل دعه يمر"، حيث يغدو المال هو الموجه؛ الاقتصاد هو المتحكم، وينعكس هذا التوجه على القيم التي تحولت بفعله الى بهرجة إعلامية، وجنحت الثقافة بسببه فتحولت إلى فعاليات للتنشيط؛ الملهاة، وإذا كان الغرب أسس العقل منذ القدم مع الحضارة الإغريقية، لكن مع هيمنة الرأسمالية برز مايسميه الكاتب العلموية التي يتحكم فيها السوق فتصبح إنسانية الإنسان مهددة،,، وأصبح كل شيء مباحا في العولمة الجنسية .
و على المستوى السياسي تم تدجين الطبقة الشعبية، وقلصت الرأسمالية المالية مجال الديمقراطية, ، ولم تسلم الصحافة والاعلام من اختراق الرأسمال حيث تمت مصادرة الأكورا أو الساحة العامة كناية عن الصحافة الحرة، فاضمحلت مساحة الديمقراطية؛ صعد التكنوقراط إلى دواليب السلطة .
و إذا عرجنا إلى المنطقة العربيّة يرى الكاتب أنها ظلّت من أكثر مناطق العالَم التي تفاعلت بصورة سلبيّة مع المتغيّرات؛ الديناميّة الدوليّة الجديدة التي أفرزتها نهاية القطبيّة الثنائيّة وصراعات الحرب الباردة ، الأمر الذي يعكسه حجم الأزمات والنزاعات التي عمّت المنطقة منذ تسعينيّات القرن الماضي.
و بعد هجمات 11 ايلول سبتمر تعزز موقف أولئك الذين كانوا يرون في الاسلام العدو الذي يضطلع بدور مشجب تعلق عليه تناقضات الغرب،؛ تعززت مشاعر الاسلاموفوبيا،؛ انتشر الخطاب المعادي للاسلام في العديد من الدول الغربية.

## نقد
يؤكد الباحث "إدريس لكريني" أن المؤلَّف ينطوي على قدرٍ كبير من الأهميّة بالنظر إلى التساؤلات العميقة التي يطرحها الباحث بصدد حقيقة هذا النظام الذي برز في أعقاب سقوط جدار برلين ونهاية الحرب الباردة، إلا أن النظرة المُتشائمة بصدد العلاقة بين الغرب والإسلام التي يسوقها الكاتب، بناءً على مبرّرات تبدو موضوعيّة في جزءٍ كبير منها، تغفل مُعطيات أخرى تفرض قراءة مُوازية، ذلك أنّ جزءاً من التوتّر القائم بين الجانبَين يجد أساسه في أنّنا بصدد غربٍ متعدّد وعالَمٍ إسلامي مُتعدّد أيضاً. لكنها تبقى قراءة نقدية موجهة للعرب أكثر من الغرب من أجل أن يستوعب العالَم العربي التحوّل الجاري في العالَم، والتي من شأنها أن تُخرج مجتمعاتنا من حالة التبعية التي تتخبط فيها أو الارتهان للآخر.

## اقتباسات
- "الميزات الأساسية لعظمة الأمم هي بالأساس أخلاقية، وليست مادية" . ليكي: تاريخ إنجلترا
- " العالم يقتفي أثر الغرب والغرب يهيم بلا وجهة". موريس بيله.
- "على المثقف أن يمتلك وعياً تاريخياً يُسعفه كي ينظر إلى الزمن المديد .. فليس الحاضر إلا ابن الأمس، وهو يحمل مخايل الغد".
- "كل حضارة تقوم على قيم، وكل حضارة تقوم على تراتبية قيم وكلها تنبني على فضائل، فالقاضي النزيه يسمو على نظيره المخاتل، والعالم يرشح على النذل والمبدع والمبتكر على سوقي من الدهماء، من تسير حياته بلا رؤية .. وفق هذه التراتبية يكون للتربية معنى، وتؤدي وظيفة، ولكن رياح السوق تعصف بهذه المنظومة رأساً على عقب. فالسوق ينحني للشاطر الأريب، وللمخاتل المخادع .. أما القاضي النزيه والمربي المتجرد، والشاعر، فنماذج لا يحسن أن تقتدى هم زمرة من الخاسرين (Losers). ولا شفقة ولا رحمة على الخاسرين في منظومة السوق".
- " ليس هناك عملية إنسانية لا يصاحبها الإعلام"
- " هناك عيب ما يثوي وراء الدرة الفريدة للغرب: الديمقراطية. هناك شيء ما ينخرها: المال؟".